# Othello in Jonesville
Othello in Jonesville è un cortometraggio muto del 1913 diretto da Charles M. Seay.

## Trama
James perde tutto e si ritrova a vivere sulla strada e deve trovare un modo per tornare alla sua vita di prima.

## Produzione
Il film fu prodotto dalla Edison Company.

## Distribuzione
Distribuito dalla General Film Company il film, un cortometraggio in una bobina, uscì nelle sale cinematografiche statunitensi il 9 giugno 1913.